# Everything but the Girl
Everything but the Girl sind ein britisches Pop-Duo, bestehend aus Tracey Thorn und Ben Watt, das 1982 in Kingston upon Hull gegründet wurde. Ihren größten internationalen Hit hatten sie Mitte der 1990er Jahre mit der Single Missing.

## Geschichte
Nachdem Ben Watt (* 6. Dezember 1962 in London, England) im Jahr 1982 über eine Annonce am Schwarzen Brett an der University of Hull Kontakt mit Tracey Thorn (* 26. September 1962 in Brookmans Park, England) aufgenommen hatte, gründeten sie das Duo Everything but the Girl. Die beiden wurden sowohl beruflich als auch privat ein Paar. Den Bandnamen entnahmen sie dem Werbe-Slogan „Wir verkaufen Ihnen alles fürs Schlafzimmer – bis auf eine Frau!“ eines örtlichen Möbelhauses.
Hull galt in der britischen Musikszene als provinziell und brachte kaum Talente hervor. Die Anfänge des Duos waren daher ungewöhnlich und galt vielen als erfrischend originell. Watt empfand die Stadt dennoch als lebendig und nicht als Sackgasse. Im Januar 1983 hatte das Duo seinen ersten Auftritt im Londoner Institut für zeitgenössische Musik. Für Thorn war Lindy Morrison (* 1951) eine Mentorin; mit der Schlagzeugerin der australischen Band The Go-Betweens von 1980 bis 1989 hatte Thorn über Jahrzehnte engen Kontakt.
Ihre erste Hit-Single war im Frühjahr 1984 Each and Every One. Viele Jahre galt das Duo außerhalb von Großbritannien als Geheimtipp. Von 1992 bis 1993 musste Everything but the Girl eine Zwangspause einlegen, da Ben Watt schwer am Churg-Strauss-Syndrom erkrankt war.
Mitte 1994 veröffentlichten sie dann ihr Album Amplified Heart. Nach der Veröffentlichung des Albums endete die Zusammenarbeit mit ihrem bisherigen Label. Mit dem Todd-Terry-Remix der Single Missing, die im Original nur Platz 68 der britischen Charts erreicht hatte, gelang ihnen jedoch im Herbst 1995 ein weltweiter Hit. Es galt der nächsten Generation als „prägendes Lied der 90er“. Auch das darauf folgende Album Walking Wounded konnte sich in vielen Ländern in den Charts platzieren. Die daraus ausgekoppelten Singles Wrong und Walking Wounded zeigten Einflüsse von House und Drum and Bass. In den folgenden Jahren veröffentlichte Everything but the Girl verschiedene Studio- und Remix-Alben. Seit 2000 zogen Thorn und Watt sich immer mehr zurück, um ihre drei Kinder zu erziehen. Dennoch setzten die Eltern mit kreativen Projekten fort: Sie machten Soloalben, schrieben Bücher und engagierten sich in der Musikindustrie. Watt war in dieser Zeit solo als DJ, Produzent, Clubbetreiber und Eigentümer des House-Labels Buzzin’ Fly tätig. Sowohl Watt als auch Thorn produzierten weiter solo Musik. Im Frühjahr 2005 erschien die Remix-Compilation Adapt or Die – 10 Years of Remix.
Im November 2022 kündigte die Band überraschend an, an einem neuen Studioalbum zu arbeiten. Am 10. Januar 2023 erschien vorab die erste Single Nothing Left to Lose.

## Diskografie

### Studioalben
| Jahr | Titel                        | Höchstplatzierung, Gesamtwochen, AuszeichnungChartplatzierungen (Jahr, Titel, Platzierungen, Wochen, Auszeichnungen, Anmerkungen) | Höchstplatzierung, Gesamtwochen, AuszeichnungChartplatzierungen (Jahr, Titel, Platzierungen, Wochen, Auszeichnungen, Anmerkungen) | Höchstplatzierung, Gesamtwochen, AuszeichnungChartplatzierungen (Jahr, Titel, Platzierungen, Wochen, Auszeichnungen, Anmerkungen) | Höchstplatzierung, Gesamtwochen, AuszeichnungChartplatzierungen (Jahr, Titel, Platzierungen, Wochen, Auszeichnungen, Anmerkungen) | Höchstplatzierung, Gesamtwochen, AuszeichnungChartplatzierungen (Jahr, Titel, Platzierungen, Wochen, Auszeichnungen, Anmerkungen) | Anmerkungen                              |
| Jahr | Titel                        | DE | AT | CH | UK | US | Anmerkungen                              |
| ---- | ---------------------------- | --- | --- | --- | --- | --- | ---------------------------------------- |
| 1984 | Eden                         | — | — | — | UK14 Gold · (22 Wo.)UK | — | Erstveröffentlichung: 4. Juni 1984       |
| 1985 | Love Not Money               | DE51 (4 Wo.)DE | — | — | UK10 Gold · (9 Wo.)UK | — | Erstveröffentlichung: 15. April 1985     |
| 1986 | Baby, the Stars Shine Bright | — | — | — | UK22 Gold · (9 Wo.)UK | — | Erstveröffentlichung: 25. August 1986    |
| 1988 | Idlewild                     | — | — | — | UK13 Gold · (15 Wo.)UK | — | Erstveröffentlichung: 29. Februar 1988   |
| 1990 | The Language of Life         | — | — | — | UK10 Gold · (6 Wo.)UK | US77 (18 Wo.)US | Erstveröffentlichung: 5. Februar 1990    |
| 1991 | Worldwide                    | — | — | — | UK29 (5 Wo.)UK | — | Erstveröffentlichung: 23. September 1991 |
| 1994 | Amplified Heart              | DE21 (14 Wo.)DE | AT36 (4 Wo.)AT | CH20 (10 Wo.)CH | UK20 Gold · (22 Wo.)UK | US46 Gold · (32 Wo.)US | Erstveröffentlichung: 13. Juni 1994      |
| 1996 | Walking Wounded              | DE59 (11 Wo.)DE | AT50 (1 Wo.)AT | CH33 (8 Wo.)CH | UK4 Platin · (32 Wo.)UK | US37 (16 Wo.)US | Erstveröffentlichung: 6. Mai 1996        |
| 1999 | Temperamental                | DE65 (3 Wo.)DE | — | — | UK16 (4 Wo.)UK | US65 (7 Wo.)US | Erstveröffentlichung: 27. September 1999 |
| 2023 | Fuse                         | DE18 (1 Wo.)DE | AT62 (1 Wo.)AT | CH8 (1 Wo.)CH | UK3 (2 Wo.)UK | US116 (1 Wo.)US | Erstveröffentlichung: 21. April 2023     |

### Kompilationen
| Jahr | Titel                          | Höchstplatzierung, Gesamtwochen, AuszeichnungChartsChartplatzierungen (Jahr, Titel, Platzierungen, Wochen, Auszeichnungen, Anmerkungen) | Anmerkungen                            |
| Jahr | Titel                          | UK | Anmerkungen                            |
| ---- | ------------------------------ | --- | -------------------------------------- |
| 1993 | Home Movies                    | UK5 Gold · (8 Wo.)UK | Erstveröffentlichung: 10. Mai 1993     |
| 1996 | The Best of                    | UK23 Platin · (24 Wo.)UK | Erstveröffentlichung: 28. Oktober 1996 |
| 2002 | Like the Deserts Miss the Rain | UK58 (2 Wo.)UK | Erstveröffentlichung: 21. Oktober 2002 |

Weitere Kompilationen
- 1984: Everything but the Girl
- 1992: Essence & Rare 82–92
- 1992: Acoustic
- 2001: Back to Mine
- 2005: Adapt or Die: Ten Years of Remixes
- 2006: The Platinum Collection
- 2007: The Works: A 3 CD Retrospective

### EPs
| Jahr | Titel                                | Höchstplatzierung, Gesamtwochen, AuszeichnungChartsChartplatzierungen (Jahr, Titel, Platzierungen, Wochen, Auszeichnungen, Anmerkungen) | Anmerkungen                        |
| Jahr | Titel                                | UK | Anmerkungen                        |
| ---- | ------------------------------------ | --- | ---------------------------------- |
| 1992 | Covers                               | UK13 (6 Wo.)UK | Erstveröffentlichung: Februar 1992 |
| 1993 | The Only Living Boy in New York      | UK42 (5 Wo.)UK | Erstveröffentlichung: April 1993   |
| 1993 | I Didn’t Know I Was Looking for Love | UK72 (1 Wo.)UK | Erstveröffentlichung: Juni 1993    |

### Singles
| Jahr | Titel Album                                        | Höchstplatzierung, Gesamtwochen, AuszeichnungChartplatzierungen (Jahr, Titel, Album, Platzierungen, Wochen, Auszeichnungen, Anmerkungen) | Höchstplatzierung, Gesamtwochen, AuszeichnungChartplatzierungen (Jahr, Titel, Album, Platzierungen, Wochen, Auszeichnungen, Anmerkungen) | Höchstplatzierung, Gesamtwochen, AuszeichnungChartplatzierungen (Jahr, Titel, Album, Platzierungen, Wochen, Auszeichnungen, Anmerkungen) | Höchstplatzierung, Gesamtwochen, AuszeichnungChartplatzierungen (Jahr, Titel, Album, Platzierungen, Wochen, Auszeichnungen, Anmerkungen) | Höchstplatzierung, Gesamtwochen, AuszeichnungChartplatzierungen (Jahr, Titel, Album, Platzierungen, Wochen, Auszeichnungen, Anmerkungen) | Anmerkungen                                          |
| Jahr | Titel Album                                        | DE | AT | CH | UK | US | Anmerkungen                                          |
| ---- | -------------------------------------------------- | --- | --- | --- | --- | --- | ---------------------------------------------------- |
| 1983 | Night and Day –                                    | — | — | — | UK92 (2 Wo.)UK | — | Erstveröffentlichung: August 1983                    |
| 1984 | Each and Every One Everything but the Girl         | — | — | — | UK28 (8 Wo.)UK | — | Erstveröffentlichung: April 1984                     |
| 1984 | Mine Everything but the Girl                       | — | — | — | UK58 (3 Wo.)UK | — | Erstveröffentlichung: Juli 1984                      |
| 1984 | Native Land Everything but the Girl                | — | — | — | UK73 (4 Wo.)UK | — | Erstveröffentlichung: September 1984                 |
| 1985 | When All’s Well Love Not Money                     | — | — | — | UK77 (2 Wo.)UK | — | Erstveröffentlichung: März 1985                      |
| 1985 | Angel Love Not Money                               | — | — | — | UK93 (2 Wo.)UK | — | Erstveröffentlichung: Mai 1985                       |
| 1986 | Come on Home Baby, the Stars Shine Bright          | — | — | — | UK44 (7 Wo.)UK | — | Erstveröffentlichung: Juli 1986                      |
| 1986 | Don’t Leave Me Behind Baby, the Stars Shine Bright | — | — | — | UK72 (3 Wo.)UK | — | Erstveröffentlichung: September 1986                 |
| 1988 | These Early Days Idlewild                          | — | — | — | UK75 (3 Wo.)UK | — | Erstveröffentlichung: Februar 1988                   |
| 1988 | I Always Was Your Girl Idlewild                    | — | — | — | UK87 (3 Wo.)UK | — | Erstveröffentlichung: März 1988                      |
| 1988 | I Don’t Want to Talk About It Idlewild             | — | — | — | UK3 (9 Wo.)UK | — | Erstveröffentlichung: Juni 1988                      |
| 1990 | Driving The Language of Life                       | — | — | — | UK36 (4 Wo.)UK | — | Erstveröffentlichung: Januar 1990                    |
| 1994 | Rollercoaster Amplified Heart                      | — | — | — | UK65 (2 Wo.)UK | — | Erstveröffentlichung: Mai 1994                       |
| 1994 | Missing Amplified Heart                            | — | — | — | UK69 (2 Wo.)UK | — | Erstveröffentlichung: August 1994                    |
| 1995 | Missing (Todd Terry Club Mix) Amplified Heart      | DE1 Gold · (29 Wo.)DE | AT6 (12 Wo.)AT | CH2 (17 Wo.)CH | UK3 ×2Doppelplatin · (32 Wo.)UK | US2 Gold · (55 Wo.)US | Erstveröffentlichung: Oktober 1995                   |
| 1996 | Walking Wounded                                    | — | — | CH41 (2 Wo.)CH | UK6 (12 Wo.)UK | — | Erstveröffentlichung: April 1996                     |
| 1996 | Wrong Walking Wounded                              | DE59 (15 Wo.)DE | — | CH41 (7 Wo.)CH | UK8 (9 Wo.)UK | US68 (10 Wo.)US | Erstveröffentlichung: Mai 1996                       |
| 1996 | Single Walking Wounded                             | — | — | — | UK20 (3 Wo.)UK | — | Erstveröffentlichung: September 1996                 |
| 1997 | Before Today Walking Wounded                       | — | — | — | UK25 (2 Wo.)UK | — | Erstveröffentlichung: Februar 1997                   |
| 1998 | The Future of the Future (Stay Gold) Temperamental | — | — | — | UK31 (2 Wo.)UK | — | Erstveröffentlichung: September 1998 feat. Deep Dish |
| 1999 | Five Fathoms (Love More) Temperamental             | — | — | — | UK27 (3 Wo.)UK | — | Erstveröffentlichung: September 1999                 |
| 2000 | Temperamental                                      | — | — | — | UK72 (1 Wo.)UK | — | Erstveröffentlichung: Februar 2000                   |

Weitere Singles
- 1987: Cross My Heart
- 1989: Love Is Here Where I Live
- 1990: Take Me
- 1991: Old Friends
- 1991: Twin Cities
- 1992: Talk to Me Like the Sea
- 1999: Blame
- 2000: Lullaby of Clubland
- 2002: Corcovado
- 2023: Nothing Left to Lose
- 2023: Caution to the Wind
- 2023: Run a Red Light

## Auszeichnungen für Musikverkäufe
| Goldene Schallplatte - Australien - 1996: für das Album Walking Wounded - 2000: für das Album The Best of - Belgien - 1996: für die Single Missing - Frankreich - 1996: für die Single Missing - Italien - 2019: für die Single Missing - Neuseeland - 1996: für das Album Walking Wounded - Niederlande - 1992: für das Album Eden - Norwegen - 1996: für die Single Missing - Spanien - 2024: für die Single Missing | Platin-Schallplatte - Australien - 1995: für die Single Missing - Neuseeland - 1997: für das Album The Best of |

Anmerkung: Auszeichnungen in Ländern aus den Charttabellen bzw. Chartboxen sind in ebendiesen zu finden.
| Land/RegionAuszeichnungen für Musikverkäufe (Land/Region, Auszeichnungen, Verkäufe, Quellen) | Gold       | Platin     | Verkäufe  | Quellen             |
| -------------------------------------------------------------------------------------------- | ---------- | ---------- | --------- | ------------------- |
| Australien (ARIA)                                                                            | 2× Gold2   | Platin1    | 140.000   | aria.com.au         |
| Belgien (BRMA)                                                                               | Gold1      | —          | 25.000    | ultratop.be         |
| Deutschland (BVMI)                                                                           | Gold1      | —          | 250.000   | musikindustrie.de   |
| Frankreich (SNEP)                                                                            | Gold1      | —          | 250.000   | snepmusique.com     |
| Italien (FIMI)                                                                               | Gold1      | —          | 25.000    | fimi.it             |
| Neuseeland (RMNZ)                                                                            | Gold1      | Platin1    | 22.500    | Einzelnachweise     |
| Niederlande (NVPI)                                                                           | Gold1      | —          | 50.000    | nvpi.nl             |
| Norwegen (IFPI)                                                                              | Gold1      | —          | 10.000    | ifpi.no             |
| Spanien (Promusicae)                                                                         | Gold1      | —          | 30.000    | elportaldemusica.es |
| Vereinigte Staaten (RIAA)                                                                    | 2× Gold2   | —          | 1.000.000 | riaa.com            |
| Vereinigtes Königreich (BPI)                                                                 | 7× Gold7   | 4× Platin4 | 2.500.000 | bpi.co.uk           |
| Insgesamt                                                                                    | 19× Gold19 | 6× Platin6 |           |                     |

## Bücher
Watt veröffentlichte 2014 den autobiographischen Roman Romany and Tom über seine Eltern. Der Vater war Jazz-Musiker und die Mutter klassische Shakespeare-Schauspielerin und Journalistin; britische Kritiker lobten sein schriftstellerisches Talent. Thorn veröffentlichte 2015 eine unkonventionelle Autobiographie unter dem Titel Naked at the Albert Hall, mit dem Titel spielte sie auf ihre wiederkehrende Erfahrung des Lampenfiebers an.